# Clionaidae
Clionaidae is een familie van sponsdieren uit de klasse van de Demospongiae (gewone sponzen). 

## Geslachten
- Cervicornia Rützler & Hooper, 2000
- Cliona Grant, 1826
- Clionaopsis Rützler, 2002
- Cliothosa Topsent, 1905
- Dotona Carter, 1880
- Pione Gray, 1867
- Scolopes Sollas, 1888
- Spheciospongia Marshall, 1892
- Spiroxya Topsent, 1896
- Volzia Rosell & Uriz, 1997